# Niki Zimling
Niki Dige Zimling (Copenaghen, 19 aprile 1985) è un dirigente sportivo ed ex calciatore danese, di ruolo centrocampista.

## Carriera

### Club
Iniziò a giocare a calcio all'età di quattro anni e, dopo aver militato nel settore giovanile di alcune squadre danesi, venne acquistato dal Brøndby nel 2003. Inizialmente aggregato alle giovanili, debuttò con la prima squadra già nell'aprile dello stesso anno nella Coppa di Danimarca contro l'AaB. In due stagioni giocò complessivamente 25 gare tra campionato e coppa, segnando un goal. Nel 2005 arrivò la consacrazione con il passaggio all'Esbjerg fB, squadra in cui si mise in mostra, tanto da vincere il premio "Danish Under 21 Talent of the Year" nel 2006.
Scaduto il contratto con il club danese nel dicembre del 2008, firma per l'Udinese un contratto fino al 2012, a partire dal gennaio del 2009.
Il 6 luglio 2010 viene ceduto in prestito al N.E.C..
Il 28 maggio 2011 per 500.000 euro viene ceduto ufficialmente al Club Bruges, firmando un contratto quadriennale. Nel gennaio 2013 passa al Mainz 05 per 3 milioni di euro. Dopo un anno e mezzo viene ceduto in prestito agli olandesi dell'Ajax dove, tra prima e seconda squadra, gioca 12 partite segnando 1 gol.

### Nazionale
Ha rappresentato per più di 40 volte la Nazionale danese in tutte le categorie e ha partecipato al Campionato europeo di calcio Under-21 2006.

## Statistiche

### Presenze e reti in nazionale
| Cronologia completa delle presenze e delle reti in nazionale ― Danimarca | Cronologia completa delle presenze e delle reti in nazionale ― Danimarca | Cronologia completa delle presenze e delle reti in nazionale ― Danimarca | Cronologia completa delle presenze e delle reti in nazionale ― Danimarca | Cronologia completa delle presenze e delle reti in nazionale ― Danimarca | Cronologia completa delle presenze e delle reti in nazionale ― Danimarca | Cronologia completa delle presenze e delle reti in nazionale ― Danimarca | Cronologia completa delle presenze e delle reti in nazionale ― Danimarca |
| Data                                                                     | Città                                                                    | In casa                                                                  | Risultato                                                                | Ospiti                                                                   | Competizione                                                             | Reti                                                                     | Note                                                                     |
| ------------------------------------------------------------------------ | ------------------------------------------------------------------------ | ------------------------------------------------------------------------ | ------------------------------------------------------------------------ | ------------------------------------------------------------------------ | ------------------------------------------------------------------------ | ------------------------------------------------------------------------ | ------------------------------------------------------------------------ |
| 20-1-2007                                                                | Los Angeles                                                              | Stati Uniti                                                              | 3 – 1                                                                    | Danimarca                                                                | Amichevole                                                               | -                                                                        | 58’                                                                      |
| 24-1-2007                                                                | San Salvador                                                             | El Salvador                                                              | 1 – 0                                                                    | Danimarca                                                                | Amichevole                                                               | -                                                                        | 64’                                                                      |
| 27-1-2007                                                                | Tegucigalpa                                                              | Honduras                                                                 | 1 – 1                                                                    | Danimarca                                                                | Amichevole                                                               | -                                                                        | 43’                                                                      |
| 6-2-2008                                                                 | Nova Gorica                                                              | Slovenia                                                                 | 1 – 2                                                                    | Danimarca                                                                | Amichevole                                                               | -                                                                        | 65’                                                                      |
| 17-11-2010                                                               | Aarhus                                                                   | Danimarca                                                                | 0 – 0                                                                    | Rep. Ceca                                                                | Amichevole                                                               | -                                                                        | 69’                                                                      |
| 4-6-2011                                                                 | Reykjavik                                                                | Islanda                                                                  | 0 – 2                                                                    | Danimarca                                                                | Qual. Euro 2012                                                          | -                                                                        |                                                                          |
| 10-8-2011                                                                | Glasgow                                                                  | Scozia                                                                   | 2 – 1                                                                    | Danimarca                                                                | Amichevole                                                               | -                                                                        | 46’                                                                      |
| 6-9-2011                                                                 | Copenaghen                                                               | Danimarca                                                                | 2 – 0                                                                    | Norvegia                                                                 | Qual. Euro 2012                                                          | -                                                                        |                                                                          |
| 7-10-2011                                                                | Nicosia                                                                  | Cipro                                                                    | 1 – 4                                                                    | Danimarca                                                                | Qual. Euro 2012                                                          | -                                                                        | 39’ 68’                                                                  |
| 11-10-2021                                                               | Copenaghen                                                               | Danimarca                                                                | 2 – 1                                                                    | Portogallo                                                               | Qual. Euro 2012                                                          | -                                                                        | 70’                                                                      |
| 11-11-2021                                                               | Copenaghen                                                               | Danimarca                                                                | 2 – 0                                                                    | Svezia                                                                   | Amichevole                                                               | -                                                                        | 83’                                                                      |
| 29-2-2012                                                                | Copenaghen                                                               | Danimarca                                                                | 0 – 2                                                                    | Russia                                                                   | Amichevole                                                               | -                                                                        | 76’                                                                      |
| 26-5-2012                                                                | Amburgo                                                                  | Danimarca                                                                | 1 – 3                                                                    | Brasile                                                                  | Amichevole                                                               | -                                                                        | [ 4 ]                                                                    |
| 2-6-2012                                                                 | Copenaghen                                                               | Danimarca                                                                | 2 – 0                                                                    | Australia                                                                | Amichevole                                                               | -                                                                        |                                                                          |
| 9-6-2012                                                                 | Kharkiv                                                                  | Paesi Bassi                                                              | 0 – 1                                                                    | Danimarca                                                                | Euro 2012 - 1º turno                                                     | -                                                                        |                                                                          |
| 13-6-2012                                                                | Lviv                                                                     | Danimarca                                                                | 2 – 3                                                                    | Portogallo                                                               | Euro 2012 - 1º turno                                                     | -                                                                        | 16’                                                                      |
| 17-6-2012                                                                | Lviv                                                                     | Danimarca                                                                | 1 – 2                                                                    | Germania                                                                 | Euro 2012 - 1º turno                                                     | -                                                                        | 79’                                                                      |
| 15-8-2012                                                                | Odense                                                                   | Danimarca                                                                | 1 – 3                                                                    | Slovacchia                                                               | Amichevole                                                               | -                                                                        | 46’                                                                      |
| 6-2-2013                                                                 | Skopje                                                                   | Macedonia                                                                | 3 – 0                                                                    | Danimarca                                                                | Amichevole                                                               | -                                                                        | 73’ 80’                                                                  |
| 22-3-2013                                                                | Olomouc                                                                  | Rep. Ceca                                                                | 0 – 3                                                                    | Danimarca                                                                | Qual. Mondiali 2014                                                      | 1                                                                        |                                                                          |
| 26-3-2013                                                                | Copenaghen                                                               | Danimarca                                                                | 1 – 1                                                                    | Bulgaria                                                                 | Qual. Mondiali 2014                                                      | -                                                                        | 86’                                                                      |
| 5-6-2013                                                                 | Aalborg                                                                  | Danimarca                                                                | 2 – 1                                                                    | Georgia                                                                  | Amichevole                                                               | -                                                                        | 13’                                                                      |
| 11-6-2013                                                                | Copenaghen                                                               | Danimarca                                                                | 0 – 4                                                                    | Armenia                                                                  | Qual. Mondiali 2014                                                      | -                                                                        | 28’                                                                      |
| 10-9-2013                                                                | Erevan                                                                   | Armenia                                                                  | 0 – 1                                                                    | Danimarca                                                                | Qual. Mondiali 2014                                                      | -                                                                        | 47’                                                                      |
| 11-10-2013                                                               | Copenaghen                                                               | Danimarca                                                                | 2 – 2                                                                    | Italia                                                                   | Qual. Mondiali 2014                                                      | -                                                                        | 72’ 82’                                                                  |
| 15-11-2013                                                               | Herning                                                                  | Danimarca                                                                | 2 – 1                                                                    | Norvegia                                                                 | Amichevole                                                               | -                                                                        | 34’ 46’                                                                  |
| 5-3-2014                                                                 | Londra                                                                   | Inghilterra                                                              | 1 – 0                                                                    | Danimarca                                                                | Amichevole                                                               | -                                                                        | 62’                                                                      |
| Totale                                                                   |                                                                          | Presenze                                                                 | 27                                                                       |                                                                          | Reti                                                                     | 1                                                                        |                                                                          |

## Palmarès

### Club
- Coppa di Danimarca: 2

Brøndby: 2002-2003, 2004-2005
- Campionato danese: 1

Brøndby: 2004-2005